# Piptarthron uniloculare
Piptarthron uniloculare är en svampart som beskrevs av A.W. Ramaley 1992. Piptarthron uniloculare ingår i släktet Piptarthron och familjen Planistromellaceae.   Inga underarter finns listade i Catalogue of Life.